# Neomysis americana
Neomysis americana är en kräftdjursart som först beskrevs av Sidney Irving Smith 1873.  Neomysis americana ingår i släktet Neomysis och familjen Mysidae. Inga underarter finns listade i Catalogue of Life.